# Дзілья
Дзі́лья (Дзілія; рос. Дзилья) — присілок в Дебьоському районі Удмуртії, Росія.

## Населення
Населення — 62 особи (2010; 83 в 2002).
Національний склад станом на 2002 рік:
- удмурти — 99 %

## Урбаноніми[3]
- вулиці — Праці, Річкова, Садова